# Luciobarbus capito
Luciobarbus capito е вид лъчеперка от семейство Шаранови (Cyprinidae). Видът е уязвим и сериозно застрашен от изчезване.

## Разпространение и местообитание
Разпространен е в Азербайджан, Армения, Афганистан, Грузия, Иран, Казахстан, Киргизстан, Русия, Таджикистан, Туркменистан, Турция и Узбекистан.
Обитава крайбрежията и пясъчните дъна на сладководни и полусолени басейни, морета, реки и потоци.

## Описание
На дължина достигат до 1,1 m, а теглото им е не повече от 15 kg.
Популацията на вида е намаляваща.